# Oakland Ballpark
Oakland Ballpark war der Arbeitsname für ein nicht verwirklichtes Sportstadion, das im Viertel Jack London Square in Oakland, Kalifornien, gebaut werden sollte. Es war als neue Heimspielstätte des MLB-Teams der damaligen Oakland Athletics vorgesehen.

## Zusammenfassung
Die Athletics schlugen vor, ein Stadion mit 34.000 Sitzplätzen im Howard Terminal im Hafen von Oakland am Jack London Square zu bauen. Nach 2019 bekanntgegebenen, nicht umgesetzten Planungen sollte 2021 mit dem Bau begonnen und das Stadion 2023 eröffnet werden.
Es erfolgten Entwicklungen im Vereinsumfeld. Mit Stand 2025 wird der Neubau eines Stadions mit dem Arbeitsnamen New Las Vegas Stadium im Clark County in Nevada angestrebt.

## Geschichte

### Hintergrund
Gegen Anfang der 2000er Jahre wurde deutlich, dass das Oakland Coliseum langfristig nicht ausreicht, um die Athletics und die Oakland Raiders der NFL aufzunehmen. Die Major League Baseball begann die Mannschaft dazu zu bewegen, ein neues Stadion in Oakland oder anderswo zu bauen. Das Coliseum war bis zum Umzug der Raiders nach Las Vegas das letzte Stadion in der MLB, in der sich auch ein NFL-Team befand. Es ist auch das letzte Stadion, das von den Mehrzweckstadien der 1960er Jahre erhalten geblieben ist. In den letzten Jahren wurde das Stadion als eines der "schlimmsten Stadien im Baseball" kritisiert.

### Frühe Pläne (2001–2005)
Der erste der vielversprechenden frühen Standorte war ein Standort in Uptown Oakland. In einer Studie aus dem Jahr 2001 hatte Populous (ehemals HOK Sport) dies als Hauptstandort für einen neuen Baseballplatz vorgeschlagen. Die Pläne für den Bau eines Parks wurden jedoch von Oaklands damaligen Bürgermeister Jerry Brown gestrichen. Brown, der später Gouverneur von Kalifornien wurde, entschied sich dafür, das Grundstück an einen Wohnungsbauer zu verkaufen, mit dem er angeblich verbunden war. Die Stadt Oakland betrachtete auch einen Standort in der Nähe der Oakland Meerenge für ein Stadion. Die A's zeigten jedoch kein Interesse an dem Standort, da es keine öffentliche Verkehrsmittel gab. Ein weiterer möglicher Standort war ein Grundstück direkt neben dem Coliseum, im Südosten, in einem derzeit überfüllten Parkplatz, was bedeutet hätte, dass sich die beiden Stadien einen Parkplatz teilen würden. Ein Großteil dieses Grundstücks war jedoch bereits an einen Wohnungsentwickler verkauft worden.

### 66th Avenue in Oakland (2005)
Lewis Wolff, Inhaber der Oakland Athletics, präsentierte am 12. August 2005 der Oakland-Alameda County Coliseum Authority seine Vision für einen Ort für das Team. Der von ihm vorgeschlagene Ort wäre in der 66th Avenue nördlich des Coliseum gewesen. Das Stadion wäre auf dem derzeitigen Industriegelände gebaut worden und hätte entweder einen Hotel oder einen Apartmenthaus in einer der Außenwände des Parks beinhaltet.

### Cisco Field

#### Cisco Field in Fremont (2006)
Im April 2006 brachte Lewis Wolff seinen Vorschlag für das Stadion nach Fremont, einer Stadt südöstlich von Oakland. Das Grundstück befindet sich derzeit im Besitz von ProLogis, einem Immobilienunternehmen und ist an Cisco Systems vermietet. Am 14. November 2006 fand eine formelle Pressekonferenz statt, um die Existenz von Wolffs Baseballstadionvorschlag von Cisco Field bekannt zu geben. Geplant ist der Bau eines Stadions mit einer Kapazität von 32.000 bis 35.000 Plätzen auf dem Grundstück sowie der Bau von Wohnungen und Geschäften. Bud Selig, Kommissar der Major League Baseball, und John Chambers, der CEO von Cisco Systems, waren zusammen mit Wolff anwesend.
Der Vorschlag stieß auf Probleme wie Verspätungen aufgrund von Bauvorhaben, fehlende öffentliche Verkehrsmittel und Beschwerden von Fremont-Anwohnern, die sich auf Verkehrsstaus, Lärm und Umweltverschmutzung bezogen. Dies führte dazu, dass Wolff am 24. Februar 2009 die Ideen in Fremont offiziell beendete.

#### 2010
Am 16. November 2010 schlug die Stadt Oakland ein Ufergebiet im Bereich des Jack London Square für einen neuen A's Ballpark vor. Die Stadt führte einen Umweltverträglichkeitsbericht für den Standort des Victory Court durch und informierte die MLB über ihre Entscheidung. Die Stadt begann, auf der Sitzung der Planungskommission am 1. Dezember im Oakland City Hall öffentliche Kommentare zum EIR zu akzeptieren. Bis Ende 2011 hatte die Stadt das Gelände des Victory Court zugunsten einer vorgeschlagenen dreigeschossigen Stadions mit dem Titel Coliseum City eingereicht.

#### Cisco Field in San Jose (2012)
2012 wurde vorgeschlagen, Cisco Field in der Innenstadt von San Jose unmittelbar angrenzend an das SAP Center an der Ecke Montgomery Street und Park Avenue zu bauen. Damit die A's nach San Jose gezogen wären, hätten entweder die San Francisco Giants ihre territorialen Rechte auf dem Gebiet aufheben müssen, oder mindestens 23 der 30 MLB-Besitzer hätten zu Gunsten der A's wählen und San Francisco zwingen müssen, ihren territorialen Anspruch auf Santa Clara County aufzugeben. Lew Wolff erklärte: "Mein Ziel und Wunsch für das Team ist es, einen Weg zu finden, das Team in Nordkalifornien zu halten". Die Sanierungsagentur der Stadt San Jose hatte die benötigten Grundstücke auf dem Gelände von Diridon South erworben. Aufgrund der geringen Größe des Grundstückes wurde spekuliert, dass es ein sehr hitterfreundlicher Ballpark gewesen wäre.
Die Giants weigerten sich wiederholt, ihre territorialen Rechte an San Jose abzutreten (die von den A's Anfang der 90er Jahre abgetreten wurden, als die Giants in Gefahr waren, nach Tampa Bay zu ziehen, zuvor hatten sich beide Teams die Südbucht geteilt), obwohl das Team offen ist, den Oracle Park vorübergehend mit den A's zu teilen.
Im August 2012 traf der "Blue Ribbon"-Ausschuss von Kommissar Bud Selig, der eingesetzt wurde, um mögliche Standorte für die A's zu untersuchen, mit Beamten von Oakland und San Jose zusammen. Auf der Sitzung in Oakland wurde der Ausschuss mit einem Vorschlag für einen Ballpark auf dem Gelände des Howard Terminals, einem Containerterminal an der Oakland Waterfront in der Nähe des Jack London Square, das sich derzeit im Besitz des Port of Oakland befindet, getroffen. Wolff erklärte, der Standort wäre keine Möglichkeit für ein neues Stadion, erklärte jedoch, dass der bevorzugte Standort für einen neuen Ballpark in Oakland sei.
Am 5. Oktober 2015 lehnte der Oberste Gerichtshof der Vereinigten Staaten San Joses Angebot für die A's ab.

### Zurück nach Oakland (seit 2014)
Am 25. Juni 2014 schloss die Athletics einen 10-jährigen Mietvertrag mit der Oakland-Alameda County Coliseum Authority über den Aufenthalt im Oakland Coliseum. Bud Selig lobte beide Seiten dafür, dass sie einen Deal über eine Vertragsverlängerung abgeschlossen haben. Am 16. Juli 2014 wurde die Verlängerung offiziell genehmigt.
Am 6. August 2014 begannen die A's Gespräche mit einem Architekten über den Bau eines reinen Baseballstadions auf dem Gelände des Coliseum, so Wolff.

#### 2016
Im Jahr 2016 trat Lewis Wolff als Mehrheitseigentümer des Teams zurück. John J. Fisher übernahm dann die Mehrheit der Anteile. Fisher ernannte Dave Kaval zum Teampräsidenten und Leiter des Stadionprojekts. Etwa zur gleichen Zeit gaben die Raiders ihren Umzug nach Las Vegas bis 2020 bekannt. Da auch die Golden State Warriors im Jahr 2019 ins Chase Center in San Francisco umziehen, sind die Athletics das letzte professionelle Sportteam in Oakland. Das Team stellte 2016 drei Stadionoptionen vor, den aktuellen Standort, das Peralta-Gebiet in der Nähe des Laney College oder das Howard Terminal im Hafen von Oakland.

#### Peralta Site (2017)
Nach einer umfassenden Studie über drei vorgeschlagene Baseballstadien (Oakland-Alameda County Coliseum, Howard Terminal und Peralta Community College Headquarters District) stellte die A's fest, dass der Standort Peralta der beste potenzielle Standort ist. Das Team kündigte 13. September 2017 an, dass der Standort Peralta die bevorzugte Wahl für den neuen Baseballplatz des A's sein wird.
Gegen das Projekt sprachen sich Mitglieder der Peralta Federation of Teachers, ausgewählte Schüler- und Anlagengruppen des benachbarten Laney College und eine lokale Koalition von Organisationen unter der Leitung von Asian Pacific Environmental Network (APEN) aus. Nach mehrmonatigen Vorgesprächen wurde am Abend des 5. Dezember 2017 angekündigt, die Planungen für den Ballpark einzustellen.

#### Howard Terminal
Das Charles P. Howard Terminal liegt in der Nähe der Innenstadt von Oakland und befindet sich westlich des Jack London Square und grenzt derzeit an Bahngleise und große Industrieanlagen. Das 55 Hektar große Grundstück am Wasser befindet sich derzeit im Besitz des Hafens von Oakland. Howard Terminal wird seit 2013 nicht mehr von Frachtschiffen genutzt. Am 26. April 2018 stimmten die Kommissare des Hafens von Oakland einstimmig mit 6:0 ab, um eine einjährige Vereinbarung mit den Oakland A's zu treffen. Diese Vereinbarung ermöglicht es den A's, dem Hafen 100.000 $ zu zahlen, um die wirtschaftliche Machbarkeit sowie Umwelt-, Transport- und Zugänglichkeitsfragen zu untersuchen. Eine ähnliche Vereinbarung mit den A's über den Standort Oakland-Alameda County Coliseum wurde ebenfalls am 16. Mai 2017 mit der Stadt getroffen.
Die Athletics schickten im März 2018 einen Brief an die Stadt Oakland, in dem sie vorschlugen, das gesamte Coliseum-Eigentum einschließlich der Oracle Arena zu kaufen und es zu einem neuen Stadion auszubauen, um dafür 135 Millionen Dollar Schulden zu begleichen, die die Stadt Oakland und Alameda County auf dem Grundstück haben. Am 28. November 2018 gaben die Athletics bekannt, dass das Team beschlossen hatte, ein Stadion mit 34.000 Sitzplätzen am Howard-Terminal-Standort im Hafen von Oakland zu bauen. Das Team kündigte auch seine Absicht an, das Coliseum und das Gelände herum zu kaufen und es zu einem Technologie- und Wohnort zu machen.
In der Folge gab es keine konkreten Fortschritte. Die gemäß National Environmental Policy Act erforderliche Umweltverträglichkeitsprüfung (Environmental Impact Statement) fiel vorteilhaft aus, aber die San Francisco Bay Conservation and Development Commission, eine Abteilung der California Natural Resources Agency, bewertete das vorgesehene Grundstück als Reservefläche für den Hafen von Oakland und widersprach 2022 der vorgesehenen Stadionnutzung. Das Team hatte von der Major League Baseball die Erlaubnis erhalten, Oakland zu verlassen, und plante daraufhin den Neubau eines Stadions mit dem Arbeitstitel New Las Vegas Stadium in Unincorporated Territory in Nevadas Clark County.

#### BIG Partnerschaft
Bjarke Ingels Group (BIG) wurde als Lead Designer mit der Entwicklung von Plänen für das neue Stadion beauftragt. BIG ist ein dänisches Architekturbüro unter der Leitung von Stadtarchitekt Bjarke Ingles, das einige der innovativsten Gebäude und Projekte der Welt gebaut hat. Oakland Ballpark sollte das erste Baseballstadion der BIG in der Major League werden.